# Wighart von Koenigswald
Wighart von Koenigswald ( n. 11 de septiembre de 1941, Potsdam) es un paleontólogo alemán, catedrático de la Universidad de Bonn y presidente de la asociación EuroMam.
Adquirió su vocación paleontológica gracias a su tío, el paleoantropólogo G.H.R. von Koenigswald (1902-1982). Estudió en la Universidad de Bonn y en la de Múnich, donde en 1969 obtuvo su doctorado.
Ha encontrado y estudiado fósiles en el sitio fosilífero de Messel. A pesar de que ya se sabía que un lago volcánico situado en la zona de Messel en tiempos del Eoceno podría haber expulsado grandes cantidades de gas tóxico, todavía quedaba por resolver la cuestión de por qué algunos animales habían muerto todos en la misma época del año, pero en años diferentes. El equipo de von Koenigswald encontró indicios de una toxina producida por las cianobacterias en los sedimentos de Messel. A partir de ahí, se deduce que la muerte de los animales en la misma época del año era causada por un envenenamiento del agua causado por el florecimiento estacional de las cianobaterias.
En 1987 describió la especie Leptictidium tobieni, junto con Gerhard Storch.
Fue nombrado «Miembro Honorario» de la Sociedad de Paleontología de Vertebrados de los Estados Unidos en 2007.

## EuroMam
Wighart von Koenigswald es uno de los miembros principales de la asociación "EuroMam" (European Quaternary Mammal Research Association), la cual intenta coordinar el trabajo entre los científicos y paleontólogos que estudian los mamíferos del período cuaternario.

Si estudiáramos los dinosaurios en lugar de los mamíferos del Pleistoceno, nuestro trabajo atraería más atención en el ámbito científico, así como en el público en general. Algunos de nuestros compañeros de otras disciplinas están convendidos de que ya se conoce casi todo acerca de los osos de las cavernas o los mamuts y que los detalles que faltan carecen de interés. Está claro que nosotros no compartimos esta opinión, pero, ¿cómo podemos luchar contra estas convicciones? Para comenzar, podríamos presentar nuestros resultados de manera más entusiasta, sobre todo al público, para que aumente la reputación de nuestro campo. No se requiere únicamente una mejor publicidad de nuestra disciplina sino también, y especialmente, una cooperación más intensa entre científicos de los países europeos.
W. von Koenigswald

## Algunas publicaciones
- Lebendige Eiszeit. Klima und Tierwelt im Wandel. Ed. Primus, 2002

- con Gerhard Storch (eds.) Messel- Ein Pompeji der Archäologie. Thorbecke, 1998

- con Joachim Hahn. Jagdtiere und Jäger der Eiszeit. Stuttgart 1981

- con Wilhelm Meyer (ed.) Erdgeschichte im Rheinland -Fossilien und Gesteine aus 400 Millionen Jahren. Ed. Pfeil, 1994

- Peratherium (Marsupialia) im Ober-Oligozän und Miozän von Europa. Abhandl. Bayr. Akad. Wiss., Math.-Naturwiss. Klasse, Neue Folge 144, 1970

- Mittelpleistozäne Kleinsäugerfauna aus der Spaltenfüllung Petersbuch bei Eichstätt. Mitt. Bayer. Staatssammlung, Paläontol. hist. Geol., 10, 1970, pp. 407–432

- editor: Fossillagerstätte Rott bei Hennef im Siebengebirge: Das Leben an einem subtropischen See vor 25 Millionen Jahren. Ed. Verlag, Siegburg 1998

- con Klaus-Frank Simon (eds.) GeoRallye - Spurensuche zur Erdgeschichte. Eifel, Bonn und Umgebung. Bouvier, 2007

- editor: Eiszeitliche Tierfährten aus Bottrop-Welheim. Ed. Pfeil, 1995 (Münchner Geowiss. Abh., A, vol. 27)

- editor: ZurPaläoklimatologie des letzten Interglazials im Nordteil der Oberrheinebene. G. Fischer, 1988 (Paläoklimaforschung 4)